# 쓰다 소키치

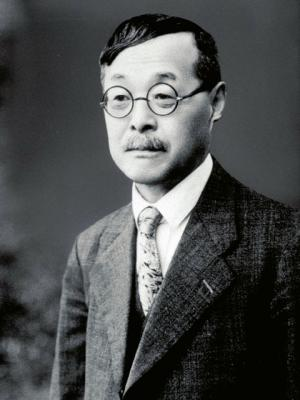

쓰다 소키치(일본어: 津田 左右吉: 1873년(메이지 6년) 10월 3일-1961년(쇼와 36년) 12월 4일)는 20세기 일본의 역사학자다. 고대사를 사료비판의 관점에서 연구했다. 영전은 종3위 훈1등 서보장, 문화훈장.

## 생애
기후현 미노카모시 시모요네다정 출신.
1891년(메이지 24년) 도쿄전문학교(와세다 대학의 전신) 방어정치학과 졸업. 졸업 이후 시라토리 구라키치의 지도를 받았다. 1901년 28세로 『신찬동양사』를 간행했다. 1908년까지 치바중학교 등지에서 교사로 재직했다.
1908년부터 남만주철도(만철) 도쿄지사 촉탁으로 만선지리역사조사실 연구원이 된다. 연구장은 지도교수였던 시라토리였다. 그 외에도 만철조사부의 만선역사지리조사실에는 이나바 이와키치·이케우치 히로시 등이 있었다. 여기서 쓰다는 『발해고』, 『물길고』 등 고대 동양사를 연구조사했다. 이 기관은 1914년 도쿄제국대학 문과대학에 이관되는데, 그때까지 근무했다. 1913년(다이쇼 2년)에는 이와나미 서점에서 『신대사의 새로운 연구』를 간행했다.
1917년 『문학에 나타난 다가오는 우리 국민사상 연구』를 간행, 1921년까지 속간했다. 1918년(다이쇼 7년) 와세다 대학 강사로 취임, 동양사와 동양철학을 가르쳤다. 이듬해 『고사기와 일본서기의 새로운 연구』를 발표했다. 1920년(다이쇼 9년) 와세다 대학 문학부 교수로 임용된다.
1924년(다이쇼 13년) 51세에 『신대사의 연구』를 발표, 전저들과 마찬가지로 진무 천황까지의 신화시대 역사를 연구대상으로 사료비판을 가했다.
1927년 『도가의 사상과 그 개전』, 1930년 『일본상대사연구』, 1933년 『상대 일본의 사회 및 사상』, 1935년 『좌전의 사상사적 연구』, 1937년 『지나사상과 일본』, 1938년 『유교의 실천도덕』을 간행하며 왕성하게 집필활동을 했다.
1939년 도쿄제대 법학부 동양정치사상사 강사를 겸임했다.

### 츠다 사건
1939년(쇼와 14년), 『일본서기』의 쇼토쿠 태자 관련 기술에 대하여, 그 실재성 자체를 비판적으로 고찰한 것에 관해 미노다 무네키·미츠이 코우시에게 “일본정신 동양문화 말살론에 귀착하는 악마적 허무주의 무쌍흉악사상가”라고 공격당했다. 1940년(쇼와 15년) 1월 문부성에 의해 와세다 교수직을 사임했다. 동년 2월 10일 『고사기 및 일본서기의 연구』, 『신대사의 연구』, 『일본상대사연구』, 『상대 일본의 사회 및 사상』 4책이 발매금지 처분되었다. 쓰다 및 쓰다의 책을 출판한 이와나미 시게오는 동년 3월 “황실의 존엄을 모독”한 죄로 출판법 제26조 위반으로 기소되었다. 1942년(쇼와 17년) 5월 츠다는 금고 3개월 집행유예 2년, 이와나미는 2개월 집유 2년 판결을 받았다. 쓰다는 항소했으나 1944년(쇼와 19년) 시효에 의해 면소되었다. 쓰다 자신은 후에 “탄압당한 것이 아니다”라고 말한 바 있어 사건의 실태에 관한 연구는 아직도 진행 중이다.

### 전후
일본 제국이 패망하면서 전후에는 황국사관을 부정하는 "쓰다 사관"이 오히려 주류가 되었다.
쓰다는 반공주의자로서 전후 공산주의 유행에 비판적이었다.
1946년(쇼와 21년) 잡지 『세계』 제4호에 「건국의 사정과 만세일계의 사상」에서 “천황제는 시세의 변화에 따라 변화하고, 민주주의와 천황제는 모순되지 않는다”며 천황제 유지를 논했다. 그래서 천황제 폐지론자들에게 변절자라고 비판당했다. 하지만 쓰다는 원래 천황제를 입헌군주제로 발전시켜야 한다고 일관되게 생각했기에 딱히 변절한 것은 아니었다.
1947년(쇼와 22년) 제국학술원(동년 일본학사원으로 개칭) 회원으로 선출되었다. 1949년(쇼와 24년) 문화훈장 수훈. 1960년(쇼와 35년)에는 미노카모시 명예시민 제1호로 선정되었다.
1961년(쇼와 36년) 도쿄도 무사시노시 사카이의 자택에서 사망. 향년 88세.

## 평가
쓰다는 『고사기』와 『일본서기』가 후세의 윤색이 현저하다고 문헌비판했다. 이것은 메이지 유신 이후 유입된 근대실증주의를 일본 고대사에 적용하여 기기의 성립 과정에 대해 합리적인 설명을 가한 것이다. 딱히 쓰다가 일본에서 사료비판을 최초로 한 사람인 것은 아니다. 현대 역사학에서 역사의 재구성은 동시대 사료를 우선해야 하며, 후세에 쓰인 『헤이케모노가타리』, 『태평기』 같은 것을 사료비판 없이 사용해서는 안 된다는 것이 상식적 원칙이다. 그러나 이런 원칙을 고대사에 적용하는 것은 황실의 역사를 의심하는 것으로 자연스럽게 연결되기에 금기시되었다. 그것을 처음 때리고 고대사에도 사료비판을 전면적으로 적용한 데 그의 의의가 있다.
하지만 쓰다가 기기를 완전히 부정한 것은 아니었으며, 천황제를 부정한 것도 아니었다. 쓰다는 일본의 사상 형성에서 중국사상의 영향에 소극적인 입장을 취하고 일본 문화의 독자성을 주장했다.
쓰다의 개별 주장 중에는 인상론적인 것도 많아서 후대의 사카모토 타로, 이노우에 미츠사다 등에게 비판받았다. 하지만 그들을 포함한 전후 문헌사학자들은 쓰다의 문헌비판의 기본적 구도를 받아들이고 있으며, 게이타이 천황 이전의 일본 측 기록은 한국이나 중국 사료에 같은 기록이 없으면 증거능력이 부족한 것으로 여겨지고 있다. 그 밖에는 쓰다가 사료만을 신용하여 고고학이나 민속학적 지식을 무시했다는 비판이 있다.
중국사에 대한 실증연구에도 영향을 주었지만 유교가 인간성을 무시한다고 생각하고 중국사상은 “특수하게 부정적인 것”이라고 여겼다. 동시에 서양 문화에 대해 긍정적인 근대주의자였다. 따라서 메이지 시대 인물 특유의 탈아론적 국민주의를 구현했다고 평가된다.
한국사에 관해서도 일본사와 마찬가지로 『삼국사기』의 초기기록은 신뢰할 수 없다고 판단했다. 또한 임나일본부설을 긍정적으로 검토했다. 그래서 한국에서는 식민사학자로 여겨져 평가가 박하다. 이병도의 지도교수였다.